# Osteocephalus melanops
Osteocephalus melanops — вид жаб родини райкових (Hylidae). Описаний у 2021 році.

## Поширення
Ендемік Бразилії. Вид поширений у межиріччі Пурус-Мадейра.

## Опис
Вид має невеликий розмір тіла (довжина 32,1–44,1 мм), текстура шкіри диморфна, спинка гладка з кількома розсіяними дрібними горбками, голосовий мішок одинарний і підколонний, передньо-тім'яні виступи зовні не помітні, темно-коричнева райдужка з світлою вермикуляцією.